# Juan Esteban Aguirre Martínez
Juan Esteban Aguirre Martínez (Asunción, 5 de agosto de 1949) es un abogado y diplomático paraguayo.

## Biografía
Egresado de la Universidad Nacional de Asunción con el título de abogado en 1973. En 1976 obtuvo una maestría en Administración Pública en la Universidad del Sur de California.
Durante el gobierno de Luis Ángel González Macchi se desempeñó como Ministro de Relaciones Exteriores del Paraguay (15 de febrero de 2001 al 14 de marzo de 2003).